# Estoppel
L'estoppel è un istituto di common law secondo il quale a una parte in causa è vietato prendere vantaggio da dichiarazioni contraddittorie che abbiano creato aspettative verso altri soggetti. 

## Tipologia
Questo istituto è presente nei sistemi legislativi britannico, australiano e statunitense: punisce la detrimental reliance, cioè il comportamento con cui si ingenera una falsa aspettativa nella controparte. La peculiarità del Common law è però l'effetto - eminentemente processuale - che produce, anche se anche in quel sistema si riscontrano diverse tipologie secondo la prova portata come evidenza della dichiarazione contraddittoria precedente.
Un principio del tutto analogo, diffuso nei paesi continentali, è il divieto di venire contra factum proprium, cioè il divieto di assumere comportamenti contraddittori nell'esercizio di un diritto: anche in tal caso la ricaduta è processuale, mentre a livello sostanziale può essere assimilato alla carenza di buona fede che ingenera l'affidamento incolpevole nel Civil law.
Si tratta essenzialmente di un istituto di diritto privato.
Un esempio solitamente fatto per illustrarlo è il caso di un creditore che comunica a un suo debitore l'estinzione di un debito, salvo poi esigerlo successivamente: in base a questo istituto, il debitore può reagire in giudizio negando il pagamento del debito, in base alle aspettative create dalla prima dichiarazione del creditore.